# أحمد عشوش
أحمد فؤاد بسيوني عشوش (1964 -) لقب «أبو نزار المصري» هو مؤلف وقيادي سلفي، ينتمي لتنظيم طلائع الفتح، ومؤسس جماعة الطليعة السلفية.

## حياته ونشأته
ولد في 1964 بكفر الدوار، تأثر وهو في سن الثانية عشر بأحد أساتذته في المدرسة والذي كان ينتمي إلى مجموعة محمد عبد السلام فرج. ارتبط بمحمد عاطف أبو حفص المصري. عمد إلى تعلم العلوم الشرعية، ودعا أهل قريته إلى منهج السلف، وتعرف في تلك الفترة على ياسر برهامي وعملا سويًا في البحيرة والإسكندرية.

## مسيرته[5]

### السفر إلي أفغانستان
بعد أجتياح الروس لأفغانستان توجه إليها أبي حفص المصري سنة 1987م ثم لحق به سنة 1989 م. وهناك تعرف على أسامة بن لادن وأيمن الظواهري. وانضم إلى جماعة الجهاد المصرية.

### عودته لمصر
وعاد إلى مصر سنة 1991 م على رأس تنظيم «طلائع الفتح». بدأ وفق الخطة المرسومة يعمل كداعية سلفي ولكن قبض عليه ضمن 150 شخصا سنة 1993م، وكان أمير المجموعة، في أكبر ضربة توجه لجماعة الجهاد في موضوع الطلائع.

### سجنه
في السجن لم كان يحذر من نبيل نعيم وأنور عكاشة كما انتقد تراجعات سيد إمام الشريف ووثيقة ترشيد الجهاد.
طوال مدة السجن روى البعض أنه كان يلحق اليوم واليومين في المدارسة وكان يدرس داخل السجن، وله أطلاع واسع على القوانين والدساتير الوضعية وكانت له دروس وحلقات داخل السجن حول قضايا الإيمان والحاكمية وموضوعات الغزو الفكري. كان دور بارز ورئيسي مع أخرى ن في التصدي لمحاولات أمن الدولة لجرجرة الجهادين داخل السجن للتخلي عن عقيدتهم، لاسيما فيما يتعلق بقاضايا الحاكمية والجهاد.

## مؤلفاته[6]
- إعلام المسلمين بحقيقة الدستور والقوانين. دراسة تحليلية وتاريخية للمبادئ الدستورية والقانونية التي قام عليها الدستور والقانون المصري